# Вестерборк (концентрационный лагерь)
Вестерборк (нидерл. Westerbork) — концентрационный лагерь, созданный после оккупации Нидерландов нацистской Германией в десяти километрах к северу от бывшего посёлка Вестерборк в провинции Дренте, недалеко от границы с Германией.

## История
В 1939 году нидерландские власти создали Вестерборк как лагерь для беженцев-евреев, покинувших Германию и оккупированные ею территории. Первые беженцы были размещены в лагере 9 октября. Всего было возведено 50 бараков на 1800 человек и множество самодельных построек. В апреле 1940 года в лагере находилось около 750 еврейских беженцев.
Нацистская Германия вторглась в Нидерланды и оккупировала страну в мае 1940 года. С мая 1940 года по июль 1942 года лагерь оставался под управлением голландцев. В июле 1942 года немецкие власти захватили Вестерборк и превратили его в транзитный лагерь для голландских евреев. Лагерь был расширен, обнесен колючей проволокой, правила для заключенных ужесточились.
С 1942 по 1944 год в нём размещались нидерландские евреи и цыгане, пересылаемые в концентрационные лагеря на востоке, в основном в Аушвиц 2 и Собибор.
Лагерь находился под надзором командующего полицией безопасности и СД Нидерландов. Непосредственно возглавлял лагерь немецкий комендант, охрану осуществляли немецкие СС и группа голландской гражданской и военной полиции. Внутри лагеря порядок поддерживала еврейская полиция.
Руководители созданной комендантом еврейской «службы безопасности» концлагеря Курт Шлезингер и Хайнц Тодтманн издевались над новоприбывшими, отбирали у них ценные вещи и принуждали женщин к сексуальным услугам. Также они проводили в лагере постановочные фото- и киносъёмки.

### Депортации
С 15 июля 1942 года по 13 сентября 1944 года немцы через лагерь Вестерборк депортировали около 100 000 евреев из Нидерландов:
- Более 55 000 евреев и 245 цыган были депортированы в Аушвиц-Биркенау;
- 34 313 евреев были депортированы в лагерь смерти Собибор;
- 4000-5000 евреев были депортированы в Терезиенштадт ;
- более 3500 евреев были депортированы в концентрационный лагерь Берген-Бельзен.

Несколько транспортов были отправлены также в лагеря Равенсбрюк и Бухенвальд.
С 7 августа по 3 сентября 1944 года в лагере содержались Анна Франк и её семья. Затем их депортировали в Освенцим. Этти Хиллесум в 1942—1943 годах сначала работала в лагере добровольцем, а потом содержалась как заключённая. Она и её семья также были депортированы в Освенцим. Ещё известными узниками были актёр и режиссёр Курт Геррон, актёр Отто Валльбург.

### После освобождения
12 апреля 1945 года Вестерборк был освобождён канадскими солдатами. В лагере в этот момент осталось 876 заключенных.
Впоследствии в лагере содержались нидерландские коллаборационисты. После войны за независимость Индонезии в Вестерборке была размещена часть беженцев. В 1970-х лагерь был демонтирован, на его месте открылся мемориальный комплекс.

### Руководство
У лагеря за время его существования было три коменданта:
- Эрих Деппнер (июль 1942 — сентябрь 1942)
- Йозеф Хуго Дишнер[нидерл.] (сентябрь — октябрь 1942)
- Альберт Конрад Геммекер[нем.] (октябрь 1942 — апрель 1945)

## Галерея

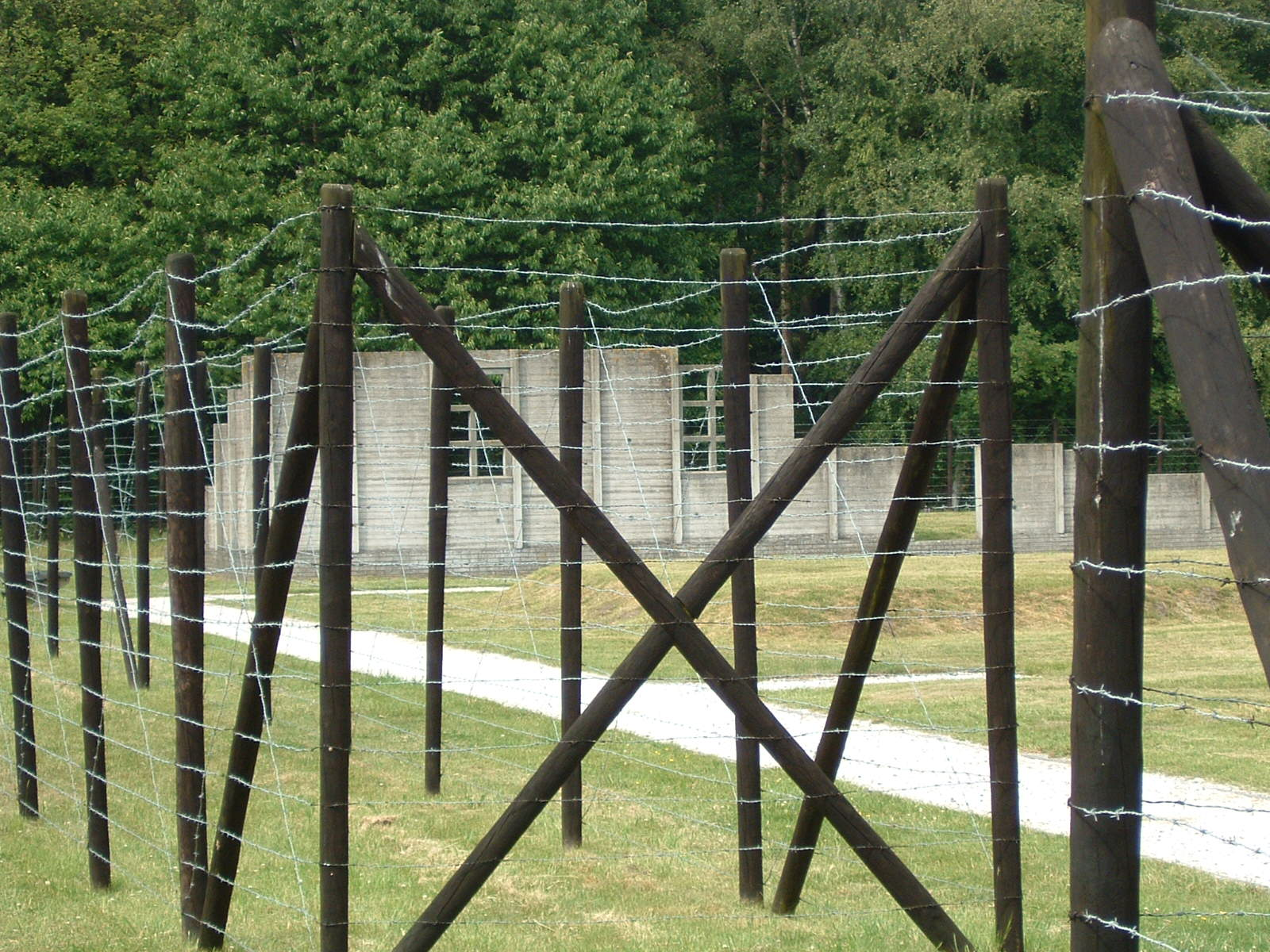
Реконструированный барак, в котором в августе — сентябре 1944 года жила Анна Франк.
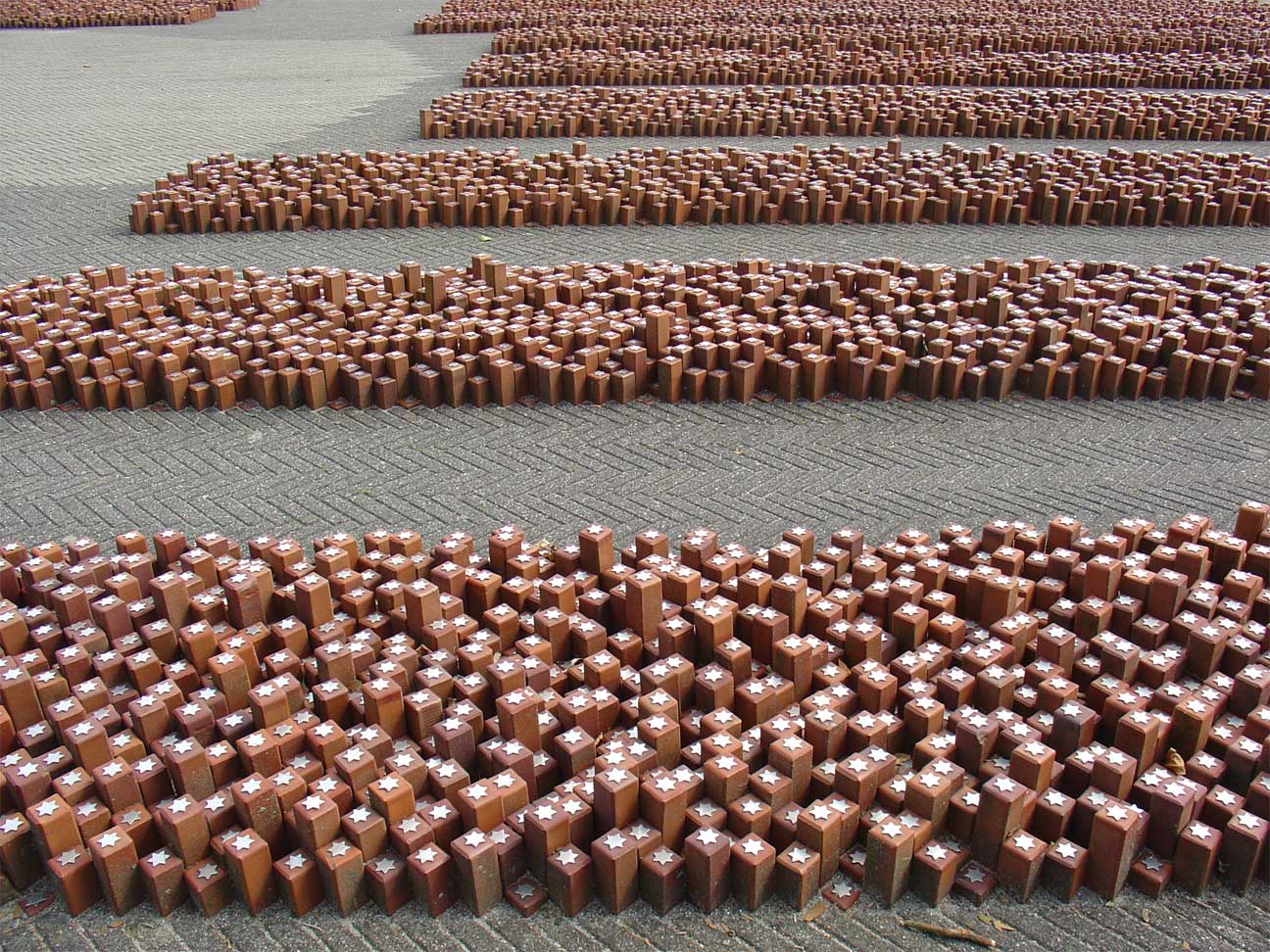
Мемориал в Вестерборке. Каждый камень символизирует узника лагеря, который был депортирован из Вестерборка и погиб.